# 충무체육관
충무체육관(忠武體育館)은 대전광역시 중구 부사동에 있는 실내 체육관이다. 1971년 2월 8일에 개장하였고, 수용 인원은 약 6,000명인 돔 원형 실내체육관이다. 배구, 농구, 배드민턴 등 실내 체육 경기와 기업체 홍보 행사 및 문화행사 등을 개최할 수 있다. 가끔 종교행사나 태권도 승단심사 등 다양하게 쓰이고 있다. 1997년 대한민국 프로 농구가 출범했을 때 대전 현대 다이냇의 홈 구장이 되었고, 전북 전주시로 연고지를 이전한 2001년까지 사용되었다. 2005년 V-리그가 출범하면서 남자부 대전 삼성화재 블루팡스, 여자부 대전 정관장 레드스파크스의 홈 경기장으로 사용되고 있다.

## 같이 보기
- 한밭종합운동장